# Gargantuoidea triumphalis
Gargantuoidea triumphalis är en insektsart som beskrevs av Ludwig Redtenbacher 1908. Gargantuoidea triumphalis ingår i släktet Gargantuoidea och familjen Diapheromeridae. Inga underarter finns listade i Catalogue of Life.